# Équipe de Belgique féminine de volley-ball
 (octobre 2015).
Si vous disposez d'ouvrages ou d'articles de référence ou si vous connaissez des sites web de qualité traitant du thème abordé ici, merci de compléter l'article en donnant les références utiles à sa vérifiabilité et en les liant à la section « Notes et références ».
Léquipe de Belgique féminine de volley-ball est composée des meilleures joueuses belges sélectionnées par la Fédération royale belge de volley-ball (FRBVB). Elles sont surnommées les Yellow Tigers. Elle est classée au 12e rang de la Fédération internationale de volley-ball au 10 juillet 2022.

## Palmarès et parcours

### Palmarès
- Championnat d'Europe : 
  -  3e : 2013

- Ligue européenne :
  - Finaliste : 2013

### Parcours

#### Coupe du monde
Pour être qualifiée, il faut être :
- en 1973 : championnes d'Europe, certaines vice-championnes sont ajoutées + pays invités.
- en 1977 et 1985 : championnes continentales + pays invités.
- en 1981 : championnes d'Europe, certaines vice-championnes sont ajoutées.
- de 1989 jusqu'en 2011 : championnes d'Europe, certaines vice-championnes sont ajoutées.
- en 2015, les deux premières du classement européen.
- en 2019, les deux premières européennes du classement mondial au premier janvier.

Participations :
| - 1973 : ni qualifiée ni invitée - 1977 : ni qualifiée ni invitée - 1981 : non qualifiée - 1985 : ni qualifiée ni invitée - 1989 : non qualifiée | - 1991 : non qualifiée - 1995 : non qualifiée - 1999 : non qualifiée - 2003 : non qualifiée - 2007 : non qualifiée | - 2011 : non qualifiée - 2015 : non qualifiée - 2019 (en) : non qualifiée - 2023 (en) : - 2027 (en) : |

#### Championnats du monde
| - 1952 : non participante - 1956 : 13e - 1960 : non qualifiée - 1962 : non qualifiée - 1967 : non qualifiée - 1970 : non qualifiée - 1974 : non qualifiée - 1978 : 22e - 1982 : non qualifiée - 1986 : non qualifiée | - 1990 : non qualifiée - 1994 : non qualifiée - 1998 : non qualifiée - 2002 : non qualifiée - 2006 : non qualifiée - 2010 : non qualifiée - 2014 : 11e - 2018 : non qualifiée |

#### Grand Prix Mondial
Il a lieu de 1993 jusqu'en 2017. Il est pris en relais en 2018 par la Ligue des nations.
La Belgique ne participe pas avant 2014.
| * 2014 : 13e | * 2015 : 10e | * 2016 : 11e | * 2017 : 12e |

#### Ligue des nations féminine
Elle a lieu depuis 2018, ayant remplacé le Grand Prix Mondial. Elle est annulée en 2020 pour cause de Covid-19
- 2018 (en) : 13e
- 2019 (en) : 7e
- 2021 (en) : 9e
- 2022 (en) : 15e

#### Championnats d'Europe
| - 1949 : non participante - 1950 : non participante - 1951 : non qualifiée - 1955 : non qualifiée - 1958 : non qualifiée - 1963 : non qualifiée - 1967 : 14e - 1971 : non qualifiée - 1975 : 12e - 1977 : non qualifiée - 1979 : 12e | - 1981 : non qualifiée - 1983 : non qualifiée - 1985 : non qualifiée - 1987 : 12e - 1989 : non qualifiée - 1991 : non qualifiée - 1993 : non qualifiée - 1995 : non qualifiée - 1997 : non qualifiée - 1999 : non qualifiée - 2001 : non qualifiée | - 2003 : non qualifiée - 2005 : non qualifiée - 2007 : 7e - 2009 : 11e - 2011 : non qualifiée - 2013 : 3e - 2015 : 6e - 2017 : 14e - 2019 : 9e - 2021 : 14e - 2023 : 15e |

#### Ligue européenne féminine
| - 2009 : non participante - 2010 : non participante - 2011 : non participante - 2012 : non participante - 2013 : 2e - 2014 : non participante (cfr Grand Prix Mondial) - 2015 (en) : non participante (cfr Grand Prix Mondial) | - 2016 (en) : non participante (cfr Grand Prix Mondial) - 2017 (en) : non participante (cfr Grand Prix Mondial) - 2018 (en) : non participante (cfr Ligue des Nations féminine) - 2019 (en) : non participante (cfr Ligue des Nations féminine) - 2020 (en) : non participante - 2021 (en) : non participante (cfr Ligue des Nations féminine) - 2022 (en) : non participante (cfr Ligue des Nations féminine) |

## Selection actuelle
Effectif des 14 joueuses retenues pour le Championnat du monde 2022.
| No                                                           | Nom                                                          | Date de naissance                                            | Taille | Poids | Poste                          | Club                           |
| ------------------------------------------------------------ | ------------------------------------------------------------ | ------------------------------------------------------------ | ------ | ----- | ------------------------------ | ------------------------------ |
| 9                                                            | Nel Demeyer (nl)                                             | 21 mars 2001                                                 | 175    | 70    | Libero                         | VC Oudegem                     |
| 18                                                           | Britt Rampelberg (nl)                                        | 5 juin 2000                                                  | 165    | 58    | Libero                         | Pays d'Aix Venelles            |
| 23                                                           | Noor Debouck (nl)                                            | 9 juin 2005                                                  | 167    |       | Libero                         | Asterix Avo Volley             |
| 3                                                            | Britt Herbots                                                | 24 septembre 1999                                            | 182    | 63    | Réceptionneuse-attaquante      | Pallavolo Scandicci            |
| 5                                                            | Tea Radovič                                                  | 2 avril 2007                                                 | 185    |       | Réceptionneuse-attaquante      | Bevo Roeselare                 |
| 6                                                            | Helena Gilson (nl)                                           | 28 juin 1999                                                 | 184    |       | Réceptionneuse-attaquante      | Asterix Avo Volley             |
| 10                                                           | Pauline Martin                                               | 9 avril 2002                                                 | 185    | 68    | Attaquante                     | Allianz MTV Stuttgart          |
| 17                                                           | Kaat Cos (nl)                                                | 5 juin 2006                                                  | 183    |       | Réceptionneuse-attaquante      | Asterix Avo Volley             |
| 21                                                           | Manon Stragier                                               | 12 mars 1999                                                 | 182    | 69    | Réceptionneuse-attaquante      | Asterix Avo Volley             |
| 2                                                            | Elise Van Sas (nl)                                           | 1er août 1997                                                | 188    | 74    | Passeuse                       | Asterix Avo Volley             |
| 12                                                           | Charlotte Krenicky (nl)                                      | 29 juin 2000                                                 | 189    | 68    | Passeuse                       | Allianz MTV Stuttgart          |
| 22                                                           | Lien Van Geertruyden (nl)                                    | 6 septembre 2001                                             | 181    |       | Passeuse                       | Tchalou Volley                 |
| 28                                                           | Lara Nagels (nl)                                             | 3 juin 1997                                                  | 181    |       | Passeuse                       | VfB Suhl                       |
| 999                                                          | Sara Dedonder                                                | 11 février 2000                                              | 176    |       | Passeuse                       | Antwerp Ladies                 |
| 19                                                           | Silke Van Avermaet                                           | 2 juin 1999                                                  | 192    | 76    | Centrale                       | UYBA Volley                    |
| 20                                                           | Britt Fransen (nl)                                           | 22 janvier 2002                                              | 184    |       | Centrale                       | VDK Gent Dames                 |
| 22                                                           | Anna Koulberg                                                | 17 août 2004                                                 | 187    | 67    | Centrale                       | SC Potsdam                     |
| 999                                                          | Anke Waelkens (nl)                                           | 29 mars 2000                                                 | 192    |       | Centrale                       | Charleroi Volley               |
|                                                              |                                                              |                                                              |        |       |                                |                                |
| Encadrement technique                                        | Encadrement technique                                        |                                                              |        |       | Légende                        | Légende                        |
| Entraîneur : Gert Vande Broek (nl)                           | Entraîneur : Gert Vande Broek (nl)                           | Entraîneur : Gert Vande Broek (nl)                           |        |       | : Capitaine                    | : Capitaine                    |
| Entraîneur(s) adjoint(s) : Jan De Brandt (nl), Kris Vansnick | Entraîneur(s) adjoint(s) : Jan De Brandt (nl), Kris Vansnick | Entraîneur(s) adjoint(s) : Jan De Brandt (nl), Kris Vansnick |        |       | : Joueuse blessée actuellement | : Joueuse blessée actuellement |